# César Martínez (cầu thủ bóng đá México)
César Martínez Gutiérrez (sinh ngày 8 tháng 4 năm 1996) là một cầu thủ bóng đá người México thi đấu ở vị trí Tiền vệ cho Guadalupe F.C. của Liga FPD theo dạng cho mượn từ Monterrey.